# سیندیا
سیندیا (به ایتالیایی: Sindia) یک کومونه در ایتالیا است که در استان نیورو واقع شده‌است.

## خصوصیات
سیندیا ۵۸٫۳ کیلومترمربع مساحت و ۱٬۹۰۰ نفر جمعیت دارد.